# Point Blanc
Point Blanc is het tweede deel in de Britse boekenserie Alex Rider geschreven door Anthony Horowitz. Het boek is vertaald naar het Nederlands door Annemarie van Ewyck.

## Verhaal
Twee rijke mannen met veel invloed, Michael J. Roescoe en Viktor Ivanov, zijn in erg verdachte omstandigheden om het leven gekomen. Ze hebben beiden een zoon op Point Blanc, een school voor onhandelbare kinderen. Elk vervelend kind dat de school binnengaat, komt er poeslief uit. MI6 vertrouwt dat niet en stuurt daarom Alex Rider undercover om te onderzoeken wat er aan de hand is in de school. Nadat Alex bij een neppleeggezin is weggehaald om naar Point Blanc te gaan, ontdekt hij dat er inderdaad meer aan de hand is. Want eigenlijk worden de kinderen helemaal niet verbeterd. Ze worden opgesloten. De baas van de school heeft zichzelf gekloond en laat zijn klonen er net zo uitzien als de kinderen die er afgeleverd zijn. Zo hoopt het schoolhoofd dat de kinderen later het bedrijf van hun vader/moeder overnemen en dat hij alle macht krijgt over die bedrijven, over de hele wereld...

## Televisieserie
Het eerste seizoen van de televisieserie Alex Rider is gebaseerd op dit boek en werd oorspronkelijk uitgezonden door Amazon Prime Video op 4 juni 2020. De serie was in Nederland te zien bij streamingsdienst Videoland en in België bij Streamz.